# Tuppisaari (ö i Norra Karelen)
Tuppisaari är en ö i Finland. Den ligger i sjön Pielisjärvi och i kommunen Nurmes i den ekonomiska regionen  Pielinen-Karelen  och landskapet Norra Karelen, i den centrala delen av landet, 400 km nordost om huvudstaden Helsingfors. Öns area är 0,9 hektar och dess största längd är 160 meter i nord-sydlig riktning.